# 小口堅銀漢魚
小口堅銀漢魚（学名：Atherinosoma microstoma）為輻鰭魚綱銀漢魚目銀漢魚科的其中一種，分布於西南太平洋澳洲淡水、半鹹水及海域，體長可達10.7公分，為亞熱帶魚類，主要棲息在沿岸淺水域，以小型甲殼類及昆蟲為食，生活習性不明。
其种加词“microstoma”意为“小口的”。